# فاميتسو

العدد الأول من مجلة فاميتسو سنة 1986م باللغة اليابانية

فاميتسو (بالإنجليزية: Famitsu)‏ (باليابانية: ファミ通)  هي مجلة ألعاب فيديو يابانية يتم نشرها بواسطة شركتي إنتربرين (Enterbrain) و توكوما (Tokuma) . بدأت المجلة بالنشر في يونيو عام 1986 و هي متوفرة باللغة اليابانية . تحظى المجلة بقراءة واسعة واحترام في اليابان . تركز المجلة على أخبار ألعاب الفيديو وكذلك مراجعات ألعاب الفيديو .
و تنقسم فاميتسو إلى خمس مجلات هي:
- Shūkan Famitsū
- Famitsū PS3 + PSP
- Famitsū Xbox 360
- Famitsū Wii+DS
- Famitsū Wave DVD

## وصلات خارجية
- الموقع الرسمي (باليابانية)
- Famitsu Scores Archive (via The Internet Archive)